# Bagnols-sur-Cèze
Bagnols-sur-Cèze (tiếng Occitan: Banhòus de Céser) là một xã ở tỉnh Gard trong vùng Occitanie, phía nam Pháp. Xã có diện tích 31,37 km2, dân số năm 1999 là 18.103 người.